# Hamilton Glacier (glaciär i Antarktis, lat -77,55, long -157,42)
Hamilton Glacier är en glaciär i Antarktis. Den ligger i Västantarktis. Nya Zeeland gör anspråk på området. Hamilton Glacier ligger 440 meter över havet.
Terrängen runt Hamilton Glacier är platt åt nordost, men åt sydväst är den kuperad. Hamilton Glacier ligger uppe på en höjd.  Trakten är obefolkad. Det finns inga samhällen i närheten.